# بخش باروانی
بخش باروانی (به انگلیسی: Barwani district) یک منطقهٔ مسکونی در هند است که در Indore division واقع شده‌است. بخش باروانی ۵٬۴۲۷ کیلومتر مربع مساحت و ۱٬۳۸۵٬۸۸۱ نفر جمعیت دارد.